# 内幕 (电视剧)
《内幕》是中国一部公安反腐危机重案调查的电视连续剧，由电视剧导演陈国军执导。一共24集（香港：25集）。由峨眉电影制片厂、陈国军工作室2003年出品。故事讲述了谭华妻子龚敏婕被杀内幕。